# Stephanoaetus
Stephanoaetus è un genere di grandi uccelli rapaci, comunemente noti come aquile coronate', originarie dell'Africa sub-sahariana e del Madagascar. A questo genere appartengono solo due specie, una delle quali è estinta.

## Specie
- Stephanoaetus coronatus - Aquila coronata
- † Stephanoaetus mahery[1] - Aquila coronata malgascia